# Cesare de Zacharia
Cesare de Zacharia (* a Cremona; † després de 1597) fou un compositor italià actiu a Alemanya.
Vers l'any 1588 era mestre de capella dels prínceps electors de la Baviera, i més tard dels comtes Fürstenberg.
Publicà; Cantiones sacrae, a 4 veus (1590-94); un llibre d'himnes a 5 veus i canzonette a 4 veus, més diversos fabordons i tons de Vespres.